# غاغرا

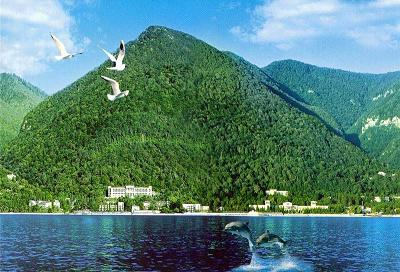
غاغرا

غاغرا (Gagra) هي مدينة في جمهورية أبخازيا المستقلة.

## أعلام
- تشيريكبا فياتشيسلاف
- أنري كاخوش
- جورجي سيتشينافا

## وصلات خارجية
- gagra.iatp.org.ge/index-eng.htm نسخة محفوظة 30 أغسطس 2004 على موقع واي باك مشين.
- gagra.narod.ru